# Berkheya
Berkheya é um género botânico pertencente à família Asteraceae.

## Espécies
- Berkheya decurrens
- Berkheya heterophylla
- Berkheya purpurea
- Berkehya radula
- Berkheya rigida
- Berkheya spinosissima